# Poznański (ogórek)
Poznański – kultywar, odmiana mieszańcowa, ogórka konserwowego, grubobrodawkowego.
U rośliny dominują kwiaty żeńskie (po 1-3 na węźle). Owoce są głównie jasnozielone do zielonych, o smugach długości od krótkiej do średniej. Bruzdy średnio wydatne. Owocuje dość wcześnie, zbiory średniej wielkości, struktura plonu dobra. Owoce mogą w pewnych warunkach wyrastać na zbyt dużą długość. Stosunek długości do średnicy: 3,1:1. Posiada średnią podatność na mączniaka rzekomego oraz kanciastą plamistość. Przydatny przede wszystkim jako ogórek konserwowy, ale nadaje się również do kwaszenia.